# Ô Kê Hầu Thi Trục Đê thiền vu
Ô Kê Hầu Thi Trục Đê thiền vu (giản thể: 乌稽侯尸逐鞮单于; phồn thể: 烏稽侯尸逐鞮單于; bính âm: Wūjīhóushīzhúdīchányú, ?-128), thuộc Luyên Đê thị, danh là "Bạt", là con trai của Hồ Tà Thi Trục Hầu Đê thiền vu, là đệ của Vạn Thị Thi Trục Hầu Đê thiền vu của Nam Hung Nô. Năm 124, kế vị chức thiền vu từ người anh đã mất. Hán Thuận Đế giúp đơc Nam Hung Nô lập các công sự phòng ngự, phòng bị Tiên Ti. Năm 128, Ô Kê Hầu Thi Trục Đê thiền vu mất.